# Льюис, Тед (боксёр)
Тед «Кид» Льюис (англ. Ted "Kid" Lewis, при рождении Гершон Менделофф (англ. Gershon Mendeloff); 28 октября 1894, Лондон — 20 октября 1970,  там же) — английский боксёр.
Тед Льюис начал свою профессиональную карьеру в 1909 году. До 1914 года боксировал преимущественно в Лондоне. После победы на первенстве Англии в возрасте 18 лет и на чемпионате Европы в 19 в полусреднем весе переезжает в Австралию, а затем в США.
Тед Льюис считается одним из первых известных боксёров, которые использовали капу.